# Tillandsia ferrisiana
Tillandsia ferrisiana är en gräsväxtart som beskrevs av Lyman Bradford Smith. Tillandsia ferrisiana ingår i släktet Tillandsia och familjen Bromeliaceae. Inga underarter finns listade i Catalogue of Life.